# Astragalus greggii
Astragalus greggii är en ärtväxtart som beskrevs av Sereno Watson. Astragalus greggii ingår i släktet vedlar, och familjen ärtväxter. Inga underarter finns listade i Catalogue of Life.